# M. P. Shiel
Matthew Phipps Shiel, meglio noto come M. P. Shiel (Plymouth, 21 luglio 1865 – Chichester, 17 febbraio 1947), è stato uno scrittore britannico, ricordato soprattutto per i suoi romanzi soprannaturali e di fantascienza, tra i quali l'apocalittico La nube purpurea.

## Biografia
Lo scrittore nacque sull'isola di Montserrat, nelle Indie Occidentali Britanniche (Isole Leeward) da Priscilla Ann Blake, una donna mulatta, e dall'irlandese Matthew Dowdy Shiell. Malgrado il suo cognome anagrafico fosse "Shiell", lo scrittore avrebbe in seguito adottato la forma abbreviata dell'ultima lettera per firmare le sue opere. Per il suo quindicesimo compleanno fu incoronato, da un predicatore wesleyano e su specifica richiesta del padre, sovrano della piccola isola deserta di Redonda, nei Caraibi, col nome di Re Felipe I.
Dopo essere stato educato all'Harrison College di Barbados, nel 1881 si recò in Inghilterra per continuarvi gli studi, che si conclusero con la laurea in medicina. Ai numerosi impieghi occasionali nel corso degli anni novanta fecero seguito i primi successi come scrittore, attraverso una serie di racconti influenzati da Edgar Allan Poe e incentrati attorno alla figura del Principe Zaleski, che furono pubblicati grazie a John Lane. Shiel subiva intanto il fascino della vita intellettuale, del nuovo mondo letterario decadente, e ciò gli permise di stringere amicizia con alcune delle figure di maggior spicco della cultura del tempo: Robert Louis Stevenson, Oscar Wilde, Pierre Louÿs. In breve tempo produsse il suo più grande successo di critica, il romanzo La nube purpurea (The Purple Cloud, 1901), seguito da altre opere che divennero anch'esse molto popolari. 
Alla sua morte, avvenuta nel 1947, John Gawsworth divenne suo esecutore testamentario nonché erede del piccolo regno insulare.

## Opere principali
Il primo successo di Shiel fu Il principe Zaleski (Prince Zaleski, 1895), una serie di racconti incentrati sulla figura di un detective "decadente" e ispirati, oltre che all'opera di Edgar Allan Poe, al personaggio di Sherlock Holmes di Arthur Conan Doyle, e soprattutto al principe Florizel di Robert Louis Stevenson. 
The Yellow Danger (Il pericolo giallo, pubblicato a puntate nel 1899), fu invece il primo di una serie di romanzi che ruotavano attorno ad una tematica razzista anti cinese: in esso, infatti, lo stato asiatico viene rappresentato come una forza militare decisa ad assoggettare l'Europa. Quest'idea in particolare fu ripresa una quindicina d'anni dopo, col romanzo The Dragon (1913). D'altra parte, la vena fantastica o avveniristica caratterizza anche The Lord of the Sea (1901), il cui personaggio centrale è un magnate degli armamenti, che impone prepotentemente la propria autorità sui commerci via mare stabilendo ingenti pedaggi, e L'isola degli inganni (The Isle of Lies, 1909). Con The Yellow Wave (1905), Shiel spostò l'accento sulla guerra russo-giapponese del 1904.
L'opera più nota di Shiel è tuttavia La nube purpurea (The Purple Cloud, 1901). Nei confronti dell'incommensurabile maestà della natura e delle sue forze, Shiel ritrae la specie umana in tutta la sua limitatezza e solitudine; ma, allo stesso tempo, fa emergere la propria fiducia nel suo istinto vitale, che le permetterebbe, in ogni condizione, di riprendere il suo percorso di civiltà, anche quando i progressi di migliaia di anni paiono ormai cancellati. Da questo romanzo il regista Ranald MacDougall ha tratto liberamente il film La fine del mondo (1959).
Per ovviare ad alcuni problemi finanziari, Shiel scrisse anche opere in serie collaborando con numerosi personaggi tra cui William Thomas Stead, Edgar Jepson, Oswell Blakeston, John Gawsworth e Louis Tracy. Alcune delle opere di questo frangente ebbero probabilmente una certa influenza su H. G. Wells.
Importanti sono anche i racconti, raccolti postumi in varie edizioni a partire dal 1948 (Best Short Stories): fra queste è disponibile in traduzione italiana Xélucha e altri orrori (Xelucha and Others, 1975), contenente composizioni di notevole fattura a partire dall'orrorifico La casa dei rumori (The House of Sounds, 1897).

### Romanzi
- The Rajah's Sapphire (1896), con W. T. Stead
- An American Emperor: The Story of the Fourth Estate of France (1897), con Louis Tracy
- The Yellow Danger (1898); titolo completo The Yellow Danger; Or, what Might Happen in the Division of the Chinese Empire Should Estrange All European Countries, serializzato nel 1898 come The Empress of the Earth: The Tale of the Yellow War, rivisitato nel 1899 come The Yellow Danger: The Story of the World's Greatest War
- Contraband of War (1899)
- Cold Steel (1899, rivisitato nel 1929)
- The Man-Stealers (1900)
- The Lord of the Sea (1901, rivisitato nel 1924)
- La nube purpurea (The Purple Cloud) (1901, rivisitato nel 1929)
- The Weird o' It (1902), serializzato nel 1902 come In Love's Whirlpool
- Unto the Third Generation (1903)
- The Evil That Men Do (1904)
- The Lost Viol (1905)
- The Yellow Wave (1905)
- The Last Miracle (1906, rivisitato nel 1929)
- The White Wedding (1908)
- L'isola degli inganni (The Isle of Lies) (1909)
- This Knot of Life (1909)
- The Dragon (1913)
- Children of the Wind (1923)
- How the Old Woman Got Home (1927)
- Dr. Krasinski's Secret (1929)
- The Black Box (1930)
- Say Au R'Voir But Not Goodbye (1933)
- This Above All (1933)
- The Young Men Are Coming! (1937)
- The New King (1981), scritto c. 1934–45